# Лядвенець Єлизавети
Лядвенець Єлизавети або лядвенець Єлисавети (Salsola laricina) — вид рослин родини бобові (Fabaceae), поширений у Приазов'ї.

## Опис
Багаторічник 20–70 см завдовжки. Квітки 5–7 мм завдовжки. Листочки верхніх листків лінійно-ланцетні або довгасто-ланцетні, загострені, 7–15 мм завдовжки, 1–2 мм шириною, листочки середніх і нижніх листків довгасто-обернено-яйцюваті, тупі або майже тупі, 9–18 мм завдовжки, 2.5–4 мм шириною. Стебла висхідні або розпростерті.

## Поширення
Європа: Україна (Донецька область і Крим), Росія (Краснодарський край).
В Україні зростає на вологих літоральних солонцюватих пісках — у приморській смузі Азовського моря (Донецька обл., Першотравневий р-н, Білосарайська коса; Крим, Арабатська Стрілка). Кормова. Входить у список регіонально рідкісних рослин Запорізької області.